# Tramwaje w Gold Coast
Tramwaje w Gold Coast − funkcjonujący pod nazwą G:link system komunikacji tramwajowej w australijskim mieście Gold Coast. Pierwsza linia została uruchomiona 20 lipca 2014 roku. Przedłużenie do Helensvale zostało otwarte na początku 2018 roku.

## Historia
W 1998 zlecono opracowanie studium wykonalności linii tramwajowej w mieście. W 2001 po wybraniu wykonawcy ruszyły prace nad opracowaniem projektu. Trzy lata później zakończono opracowywanie projektu. W 2009 zawarto porozumienie w sprawie finansowania. Pierwsza linia tramwajowa miała 13 km długości i 16 przystanków. Połączyła Griffith University z Broadbeach. Szerokość toru na linii wynosi 1435 mm, a napięcie w sieci ma 750 V DC. Oficjalnie budowę rozpoczęto w 2010, a zakończono w 2014. W 2018 oddano do użytku przedłużenie linii do stacji kolejowej w Helensvale: 7,3 km długości, 3 nowe przystanki, 4 nowe tramwaje. 

## Tabor
Do obsługi linii zakupiono łącznie 18 tramwajów produkcji Bombardier Transportation serii Flexity 2.